# Om (banda española)
Om fue un grupo español de rock progresivo y jazz rock, originario de Barcelona, que estuvo activo desde 1969 hasta 1971. A pesar de su corta historia, Om tuvo una influencia muy fuerte en el rock català, del que llegó a ser un catalizador en los inicios de los setenta.

## Historia

### Orígenes
El grupo se formó a iniciativa del guitarrista catalán Toti Soler, previamente integrante (y líder) del grupo pop Pic-Nic, cuya cantante era Jeanette y con el que consiguió algunos hits, sobre todo el tema Cállate niña (1967)
Soler planteó el grupo como una ruptura total con su anterior formación, en un formato eléctrico. Inicialmente el sonido era el propio de la música progresiva, para ir derivando hacia el jazz eléctrico de Miles Davis y del rock progresivo inglés.

### Primera formación
En el grupo estaban el teclista Jordi Sabatés, el contrabajista de jazz Manolo Elías, el batería británico Peter Hodgkinson (que sustituyó al batería original, Josep Polo, que solamente se mantuvo unos meses) y el multinstrumentista Tim Hodgkinson (trompeta , fliscorno , saxos ...), hermano del anterior.
Con esta formación grabaron su primer disco, titulado como el grupo, Om. Antes habían acompañado a Pau Riba en la grabación del espléndido LP, Dioptría, y en el histórico concierto de presentación en la sala Price de Barcelona. Probablemente su primera grabación fuera acompañando a María del Mar Bonet, en el sencillo Jo em donaria a qui em volgués para Ariola.

### Otras formaciones
En 1971, la banda se reformó alrededor del núcleo Soler-Elías-Hodkingson, más el norteamericano Paul Stocker, en los saxos. Puntualmente, tocaron con el conocido bluesman norteamericano Taj Mahal, que vivió un tiempo en España. Con esta formación internacional, realizaron una gira por Europa y grabaron su segundo disco, La mariposa de la muerte. Mientras, Jordi Sabatés formó la banda Jarka.
Luego el grupo fue cambiando de formación, incluyendo a Martí Soler, hermano de Toti, en la segunda guitarra o a Nacho Quijano en la batería, hasta su disolución, dejando un par de singles (Vindrà la llum, bajo el nombre de Om, y Gent, como Toti Soler). Toti Soler mantuvo, como guitarrista acústico, una espléndida carrera, tanto en solitario como acompañando a otros músicos. En esta faceta, destacan sus trabajos con Ovidi Montllor, con quien desarrolló una excelente comunicación musical.

## Discografía
Como grupo Om
- Single (Vindrà la llum / Waiting of Godot) (Edigsa 1971).
- LP Om (Edigsa 1971) reeditado en CD con el sencillo como bonus tracks (PDI 1992 y PICAP 2009) y en vinilo (Wah-Wah Records Sound 2010).

Como banda de acompañamiento de otros artistas
- Single Maria del Mar Bonet. Jo em donaria a qui em vulgés (Concentric 1969), incluido en CD Primeres cançons (Blau-CDM).
- LP Pau Riba. Dioptria I (Concentric 1969). Reeditado como doble CD primero por PDI-Edigsa, y en reedición remasterizada de K industria Cultural en 2006.
- Single Joe Skladzien. Home (Concentric 1970).
- Single Toti Soler. Gent (Sol 1970), incluido en CD More andergraun vibrations! (Hundergrum)
- LP Francesc Pi de la Serra. Disc-Conforme (Discophon 1971)